# بنيكس

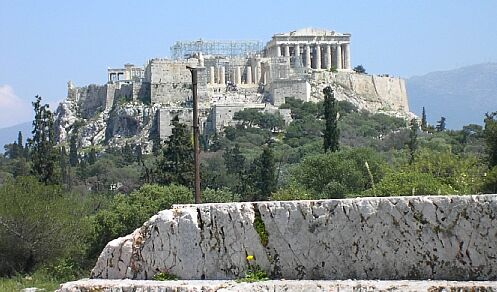
البنيكس في المقدمة، الأكروبوليس في الخلفية

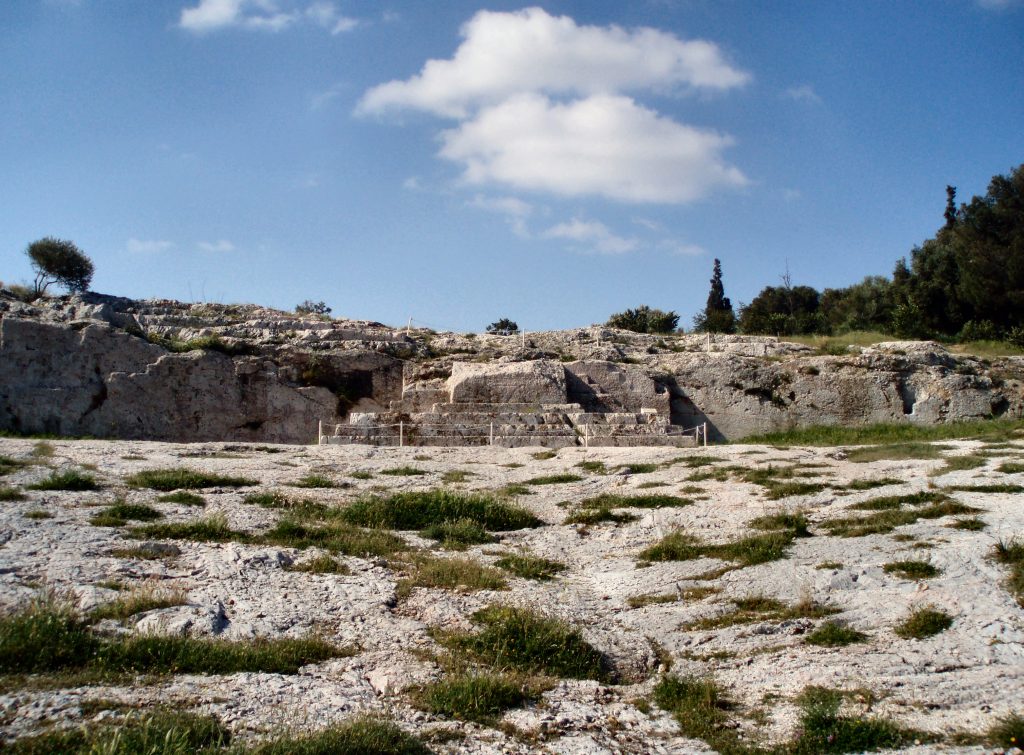
البنيكس مع خطوات منحوتة لمنصة المتحدث في المركز

البنيكس (/nɪks, pəˈnɪks/; (بالإغريقية: Πνύξ)‏; (باليونانية: Πνύκα)‏, Pnyka) هي تلة في وسط أثينا، عاصمة اليونان. في بداية عام 507 ق.م (أثينا القرن الخامس - Fifth-century Athens)، تجمع الأثينيون في البنيكس لإستضافة جمعياتهم الشعبية، مما يجعل التل واحد من أقدم وأهم المواقع في إنشاء الديمقراطية.
يقع البنيكس على بعد أقل من كيلومتر واحد (0.62 ميل) غرب الأكروبوليس و 1.6 كم جنوب غرب وسط أثينا، ميدان سنتغما.